# Eric Lassalle
Eric Lassalle je izmišljeni lik iz talijanskog stripa Zagor. On je pirat i poslovni čovjek iz Louisiane.

## Biografija
Lassalle, Barbe en Feu, i mnogi drugi pirati bili su članovi posade Jeana Lafittea, koji je 1810-ih vladao piratskom zajednicom u zaljevu Barataria nedaleko New Orleansa. Lassalle je zapovjedao jednim od Laffiteovih brodova koji su se bavili krijumčarenjem u Baratariji, te gusareći za račun Kolumbije napadali španjolske brodove u Meksičkom zaljevu. U Lafitteovoj bandi Eric je upoznao i Marie Laveau, 20-ogodišnju crnkinju te su njih dvoje postali ljubavnici.
Kada su američke vlasti uspjele otjerati Lafittea iz New Orleansa, Lassale nije pošao s njim; odlučio je ostati i postati uvaženi građanin Louisiane. Marie, iako željna pustolovina, odlučila je ostati uz Erica, ali on je nju odbacio. Lafitte se sklonio na otok Galveston uz obalu Teksasa. No američka ratna mornarica ga je i odande otjerala, te su Lassalle i Barbe en Feu skovali urotu da se dokopaju Lafitteovog zlata. Namamili su Lafitteov brod Pride u jednu lagunu u Baratariji, te je kormilar John Connor nasukao brod, koji je uništen u eksploziji barutane. Svojim dijelom plijena s potopljenog broda Eric je kupio plantažu i postao uspješan poslovni čovjek, te se oženio bogatom bjelkinjom. Connor je postao njegova desna ruka.
Lassalle je u braku stekao sina, Jacquesa, ali mu je supruga preminula. Marie Laveau je s vremenom saznala da je Lassalle sudjelovao u uroti protiv Lafittea, te je postala vođa Vlandinga, crnačkih razbojnika koji su se bavili crnom magijom. 18 godina nakon uništenja Pridea, Marie je Jacquesu dala drogu od koje je pao u komu. Vjerujući da je mrtav, Lassale je sina sahranio živa, te ga je Marie ostavila u grobu dok nije izgubio um. Marie ga je kasnije izvukla iz groba i od njega napravila svog poslušnog roba, zombija.
Nakon mjesec dana, u obližnji grad Lafayette su stigli Zagor, Chico, Digging Bill i kockarica Gambit. Zagor je spriječio pljačku Vlandinga u kući Raymonda Valerea koja je bila u tijeku ali ga je jedan od njih, Mariein zamjenik Criminel, zaustavio drogom. Lassalle je nakon toga ugostio Zagora i njegove prijatelje na svojoj plantaži ali je tražio od Marie da se pobrine za Zagora i liječi ga u slučaju da droga ima ozbiljne posljedice.
Iste večeri, Lassalle je pred svojom sobom ugledao Jacquesa. Ispočetka je vjerovao da je vidio duha, ali kada je Zagor u dvorištu pronašao otiske bosih nogu, Lassalle, Connor i Zagor su otišli na groblje, te vidjeli Jacquesov prazan grob.
Sutradan je Marie dala Zagoru isti otrov koji je dala i Jacquesu, i vjerujući da je Zagor mrtav, prijatelji su ga pokopali u grobnici obitelji Lassalle. Već iste večeri, Marie je odvela Zagora u skrovište Vlandinga usred močvare, kako bi ga nagovorila da im se pridruži.
U međuvremenu je Eric pokušao zavesti Gambit, ali su nju oteli Vlandingi, iskoristivši za to Jacquesa. Očajan, Lassalle je odlučio poći u potragu za skrovištem Vlandinga u močvari, kako bi sinu vratio vječni mir.

## Zanimljivosti
- Lik Erica Lassallea je utemeljen na liku krijumčara Rhetta Butlera iz romana Zameo ih vjetar a izgled Erica Lassallea inspiriran je likom glumca Clarka Gablea, koji je glumio Butlera u filmu Zameo ih vjetar iz 1939. godine.